# Kaizu
Kaizu (japanska: 海津市?, Kaizu-shi) är en stad i Gifu prefektur i Japan. Staden bildades 2005  genom en sammanslagning av kommunerna Kaizu, Hirata och Nannō. 